# Ezdra
Ezra (din ebraică : עזרא, Ezra înseamnă "Ajutor"; în greacă veche Esdras(Ἔσδρας), iar în latină Esras; fl. 500–301 î.Hr.) era numit și Ezra scribul (ebraică: עזרא הסופר, Ezra ha-Sofer) și Ezra preotul în Cartea lui Ezra. Aparent, Ezra a fost și scriitorul celor 2 cărți ale Cronicilor. Tradiția evreiască îi atribuie începutul compilării și catalogării cărților din Scripturile Ebraice. În conformitate cu Biblia ebraică, a revenit în Ierusalim după exilul babilonian reorganizând poporul evreu prin aducerile aminte din Lege și îndemnarea lui la renunțarea căsătoriilor mixte (Ezra 7-10 și Neemia 8). Potrivit cărții 1 Ezdra, o traducere non-canonică în greacă a cărții lui Ezra, el ar fi fost, de asemenea, mare preot.

## Date personale
A trăit în Babilon. Făcea parte dintr-o familie de înalți preoți, însă nu din ramura particulară care a ținut preoția mare imediat după întoarcerea din exil în 537 î.Hr. Ultimul dintre strămoșii lui Ezra care a ocupat acea funcție a fost Seraia (Ezra 7:1), care a fost mare preot pe vremea regelui Zedechia, fiind omorât ulterior de Nebucadnețar la distrugerea Ierusalimului în 587/586 î.Hr. (2 Regi:25:18) Conform unora, el a trăit în timpul domniei lui Xerxes I (Ahașveroș), pe vremea lui Mardoheu și Estera, în momentul în care ar fi ieșit decretul pentru exterminarea evreilor din întregul Imperiu Persan (Es 1:1; 3:7, 12, 13; 8:9; 9:1). Dificultățile istorice aparente, contradicțiile interne, pronunțata simetrie a temelor și evenimentelor, mărimea dialogurilor citate, mari exagerări în ce privește raportarea cifrelor (referitoare la timp, bani și oameni) toate indică faptul că a Esterei carte este un mit, personajele sale (cu excepția lui Xerxes) fiind produsul imaginației creative a autorului ei.

### Josephus Flavius
Potrivit lui, evenimentele legate de scrisoarea de recomandare din partea regelui,  reconstruirea zidului Ierusalimului și venirea aici a lui Ezra și Neemia ar fi fost în perioada lui Xerxes I. Astfel, decretul privitor la genocidul evreilor ar coincide cu perioada lui Artaxerxes. Relatarea lui Josephus despre faptele lui Ezra provine în întregime din 1 Ezdra, pe care o citează drept „Cartea lui Ezra” în numerotarea Bibliei ebraice. Dimpotrivă, el nu pare să recunoască Ezra Neemia ca o carte biblică, nu o citează ci se bazează în întregime pe alte tradiții în relatarea sa despre faptele lui Ezra și Neemia. Conform lui Ion Acsan cercetările recente (până în 1999, data apariției lucrării) arată că Ezra a existat în mod real, lucru disputat mai jos.

### Venirea la Ierusalim
Era în 468 î.Hr. E., la 69 de ani de la întoarcerea rămășiței evreiești din Babilon sub conducerea lui Zorobabel, când regele persan Artaxerxes Longimanus i-a îndeplinit lui Ezra „toată cererea lui” cu privire la călătoria sa la Ierusalim și la reînnoirea închinării curate acolo. Conform scrisorii oficiale ale regelui, acei israeliți care, din proprie voință, doreau să meargă cu Ezra la Ierusalim, puteau face acest lucru. Regele Artaxerxes și consilierii săi făcuseră o contribuție voluntară pentru a fi utilizată la cumpărarea animalelor pentru jertfe și ofrandelor de mâncare și băutură. Vasele pentru serviciul la templu urmau să fie aduse la Ierusalim. Dacă era necesar, puteau fi obținute de la trezoreria regelui alte produse suplimentare. În plus, Ezra a fost împuternicit să numească magistrați și judecători (Ezra 7:11-26).

### Îndemnul de a renunța la soțiile străine
După ce a oferit sacrificii la Marele Templu, Ezra a aflat de la prinți că mulți evrei, preoți și leviți, au luat soții străine. Auzind acest lucru, Ezra și-a sfâșiat hainele și și-a smuls  părul de pe cap și din barbă apoi, căzând în genunchi și întinzându-și mâinile în fața lui Iehova, a mărturisit păcatele poporului său, începând din zilele strămoșilor săi. Făcând un legământ cu Dumnezeu, Ezra a cerut israeliților prezenți să-și repudieze soțiile lor neevreice. Din cauza numărului mare al celor   implicați în această fărădelege, el nu a reușit să obțină o pocăință imediată dar treptat, într-o perioadă de câteva luni, necurăția a fost eliminată (Ezra 10:2-17).

### Explicarea legii și sărbătoarea Colibelor
După o perioadă, se organizează o adunare specială cu Ezra pentru a se înțelege mai bine Legea. Festivalul Colibelor are loc cu bucurie. După respectarea celor opt zile, ziua de 24 Tișri, conform calendarului ebraic, este numită ca zi de abstinență și mărturisire a păcatelor lor, cu rugăciune. Sub conducerea lui Ezra și Neemia, se face o înțelegere în scris, atestată prin pecetea prinților, a leviților și a preoților (Ne 8:1-9, 13-18; cap. 9).

## Din punct de vedere academic

### Date
Cercetătorii nu sunt de acord asupra cronologiei activităților lui Ezra și Neemia. Ezra a venit la Ierusalim „în al șaptelea an al regelui Artaxerxes”. Textul nu specifică dacă se referă la Artaxerxes I (465–424 î.Hr.) sau la Artaxerxes al II-lea (404–359 î.Hr.). Cei mai mulți cercetători consideră că Ezra a trăit în vremea domniei lui Artaxerxes I, deși unii au dificultăți cu această presupunere: Neemia și Ezra „par să nu aibă cunoștință unul de celălalt; misiunile lor nu se suprapun” deși în Neemia cap. 12 ambii conduc procesiuni pe zid ca parte a ceremoniei de dedicare a zidurilor. Deci ei erau în mod clar contemporani și lucrau împreună în Ierusalim în vremea rezidirii zidurilor și orașului, spre deosebire de punctul de vedere enunțat anterior. Aceste dificultăți au condus mulți cercetători să creadă că Ezra a venit acolo în al șaptelea an de domnie a lui Artaxerxes al II-lea, deci la 50 ani după Neemia. Acestă presupunere ar implica faptul că relatarea biblică nu este cronologică. Ultimul grup de cercetători văd „al șaptelea an” drept eroare de copiere și susțin că cei doi erau contemporani.

### Istoricitate

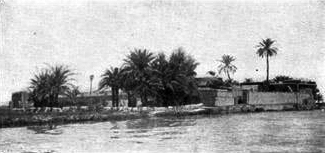
Loc descris în mod tradițional drept mormântul lui Ezra, la Al-Uzayr lângă Basra, Iraq.

Mary Joan Winn Leith în The Oxford History of the Biblical World crede că Ezra a fost o persoană istorică reală a cărui viață a fost exagerată de Scriptură, dându-i-se o intrigă teologică. Gosta W. Ahlstrom argumentează că ale tradiției biblice contradicții sunt insuficiente pentru a afirma că Ezra, cu poziția lui centrală de „tată al iudaismului” din tradiția iudaică, ar fi fost o invenție narativă ulterioară. Cei care argumentează contra istoricității lui Ezra susțin că stilul prezentării lui Ezra drept lider și legiuitor seamănă cu cel referitor la Moise. Există de asemenea similarități între Ezra, ca preot scrib (dar nu Mare Preot) și Neemia, guvernator secular, pe de o parte și Iosua și Zerubbabel pe de altă parte. Autorul din secolul al II-lea timpuriu î.Hr. Ben Sirah îl laudă pe Neemia, dar nu-l menționează deloc pe Ezra.
Richard Friedman a argumentat în cartea sa  Who Wrote the Bible? că Ezra a fost unul din redactorii Torei și de fapt a produs primul exemplar din Tora. S-a argumentat că și pentru cei care nu acceptă ipoteza documentară, Ezra a fost esențial în procesul de asamblare al Torei.
Un aspect particular al poveștii lui Ezra, considerat dubios din punct de vedere istoric, este relatarea din Cartea lui Ezra cap. 7 a însărcinării lui. Potrivit acesteia, lui Ezra i s-a acordat un statut cu adevărat înalt de către rege: a fost pus, aparent, la conducerea întregii jumătăți de vest a Imperiului Persan, o poziție aparent peste chiar și nivelul satrapilor (guvernatori regionali). Ezra a primit cantități enorme de comori pe care să le ia cu el la Ierusalim, precum și o scrisoare în care regele se pare că recunoaște suveranitatea Dumnezeului lui Israel. Cu toate acestea, acțiunile sale din poveste nu par a fi ale cuiva cu putere guvernamentală aproape nelimitată, iar presupusa scrisoare a unui rege persan este scrisă cu ebraisme și în idiom evreiesc.